# Шумське повстання
Шумське повстання — збройний спротив населення проти польської окупації Волині.
На території сучасного Шумського району наприкінці вересня-жовтня 1919 р. відбулися бойові дії. Для придушення повстання зняли з фронту бойові частини. Згодом розпочалися репресивні акції, внаслідок яких у багатьох селах розстріляли по 10-12 осіб, спалили сотні будинків.